# Escaparate

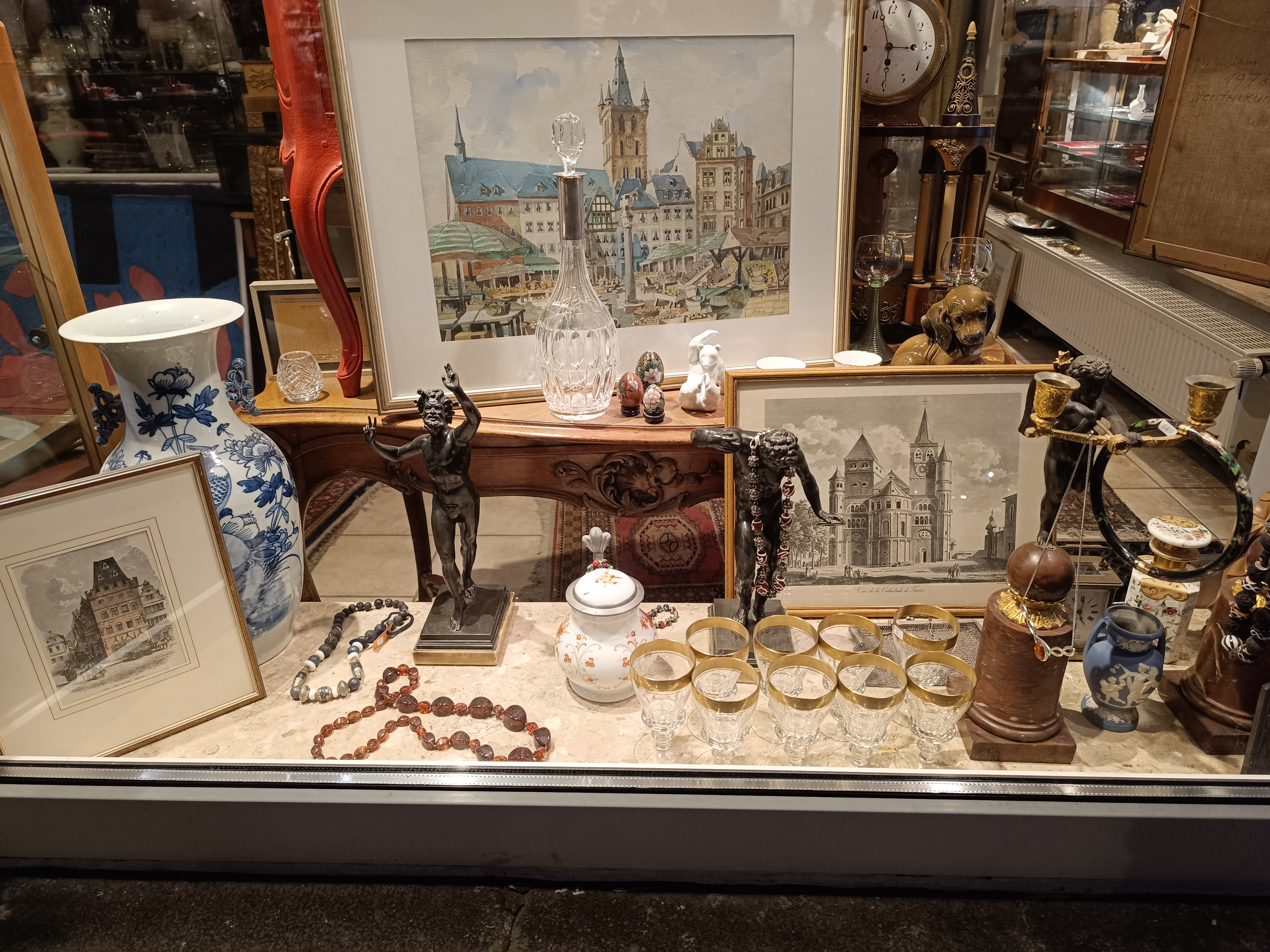
Escaparate de un anticuario en Tréveris, Alemania.

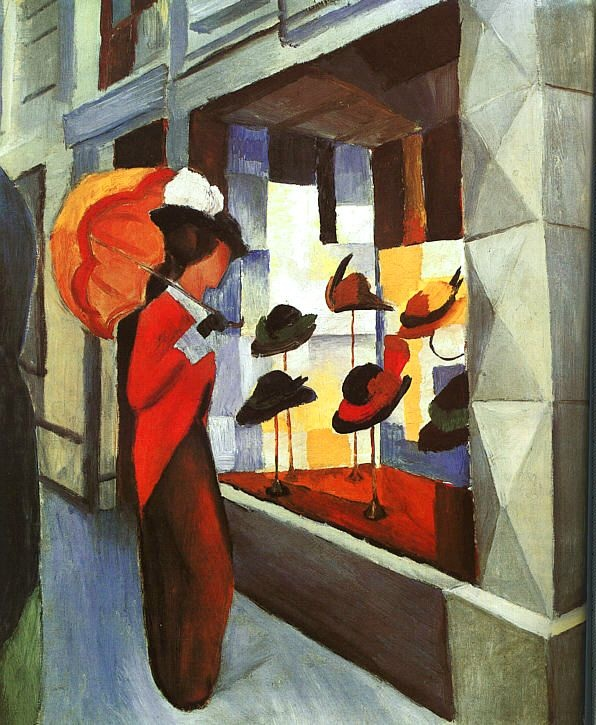
La sombrerería, pintura de August Macke en 1914.

Escaparate (relacionado con vitrina, aparador y vidriera en el ámbito comercial de diferentes países) es el espacio situado en la fachada de los establecimientos comerciales destinado a exhibir tras una superficie transparente una muestra de los productos o servicios que se ofrecen en el interior. Junto con el cartel luminoso, la banderola o rótulo (donde suele aparecer el logotipo) y el diseño de fachada constituye el primer reclamo de venta del establecimiento. Su estudio y desarrollo ha generado el arte del escaparatismo desarrollado por los escaparatistas, como conjunto de técnicas aplicadas al diseño y montaje de vitrinas y escaparates.
En países como Cuba, la República Dominicana y Venezuela la palabra «escaparate» se usa para designar un mueble con puertas y gavetas que sirve para colgar y guardar la ropa y otros objetos, similar a un armario.
En la literatura comercial del escaparatismo se ha llegado a presentar al escaparate como el «vendedor silencioso» e intermediario único en el espacio donde el cliente por primera vez entra en contacto visual con los llamados «productos de compra lúdica».[cita requerida]

## Objetivos
- Estar siempre limpio y luminoso.
- Mostrarse atractivo y sugerente.
- Renovar los artículos expuestos para que parezca siempre nuevo.
- Proponer una selección de artículos estratégica para el negocio.
- No disminuir el espacio dedicado a la venta dentro del establecimiento.[5]

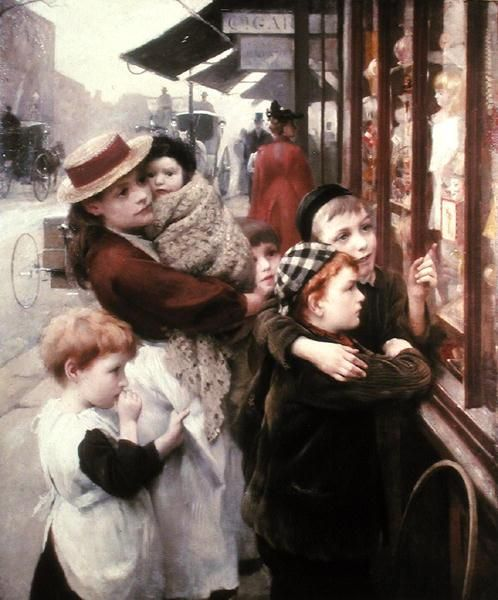
La juguetería, obra de Kennington en 1891.
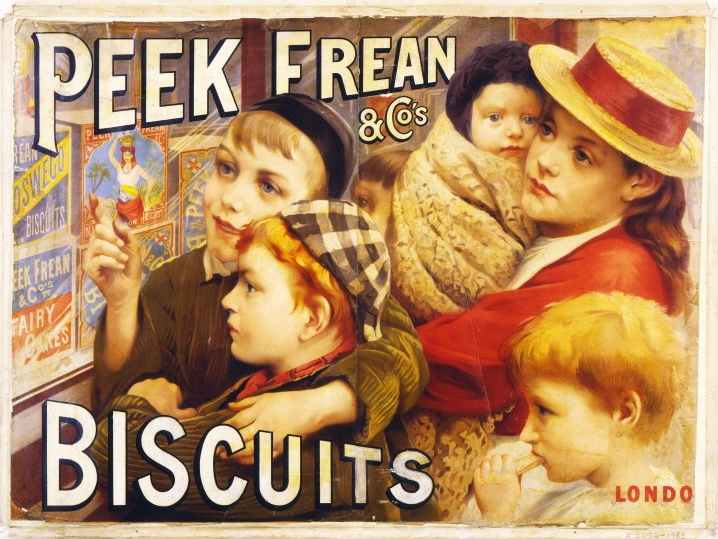
Utilización promocional de la pintura de Thomas Benjamin Kennington por una marca de galletas.
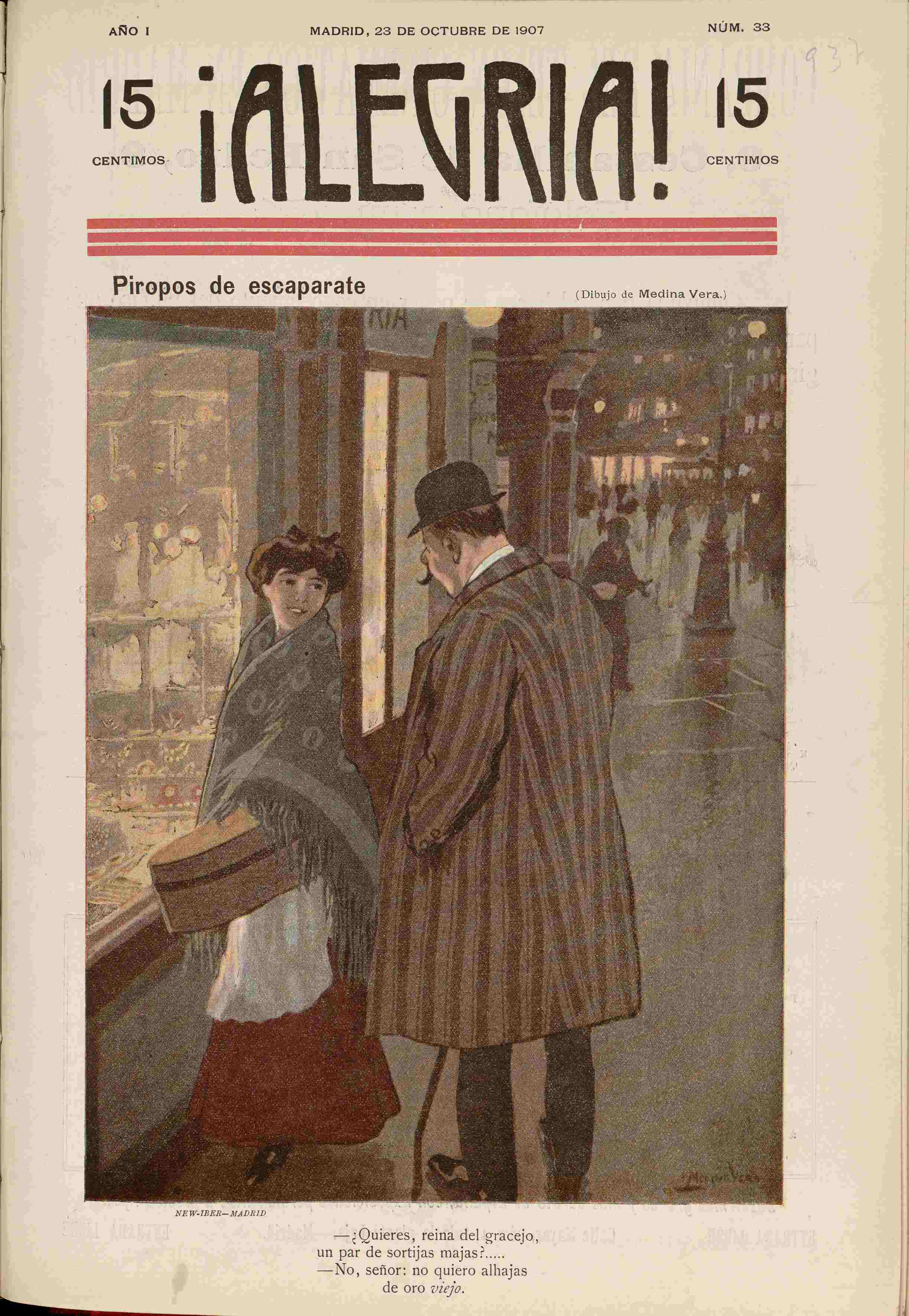
Portada de Medina Vera, en la revista ¡Alegría! (23 de octubre de 1907)

## Tipos de escaparates
Por su configuración se pueden distinguir los siguientes tipos de escaparate:
- Escaparate de fondo abierto: deja ver el interior del punto de venta; como no existe fondo de ninguna clase, da luz natural y vistosidad a la tienda. Todo el espacio interior tiene un carácter de exposición activa y permanente. Son como una continuación de la tienda. Por otra parte, la ausencia de fondo difumina la luz, se pierde el contraste entre forma y fondo. Es la tendencia más moderna y suele ser el tipo de escaparate más apreciado por el comercio detallista, que no anda sobrado de espacio. Tiene la ventaja y el inconveniente de que propicia la distracción del público, que puede contemplar lo que ocurre en el interior del comercio (“la gente atrae a la gente”) y no fija la vista en la mercancía expuesta porque el movimiento llama más la atención que los artículos estáticos expuestos en el escaparate.

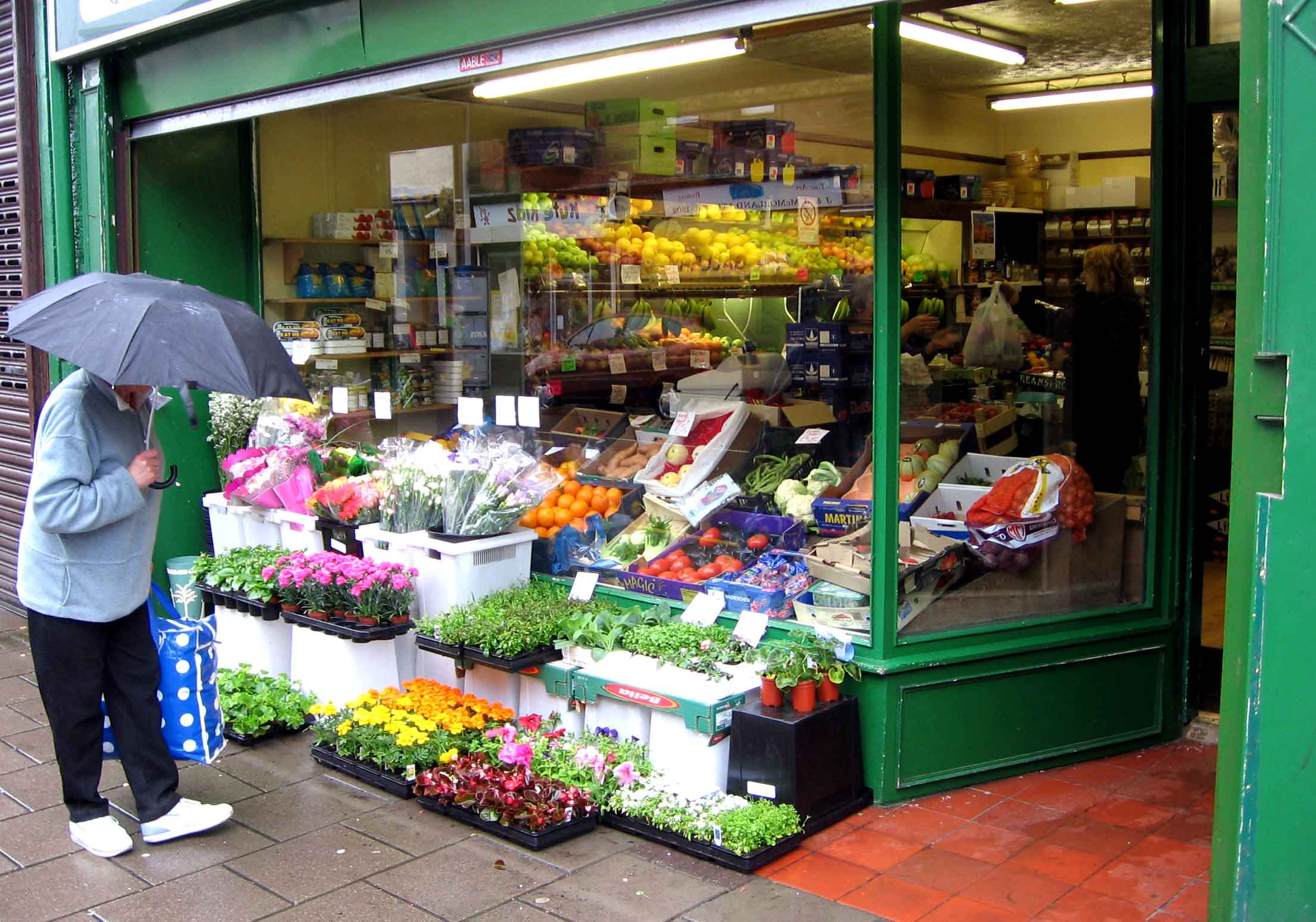
Escaparate de fondo abierto
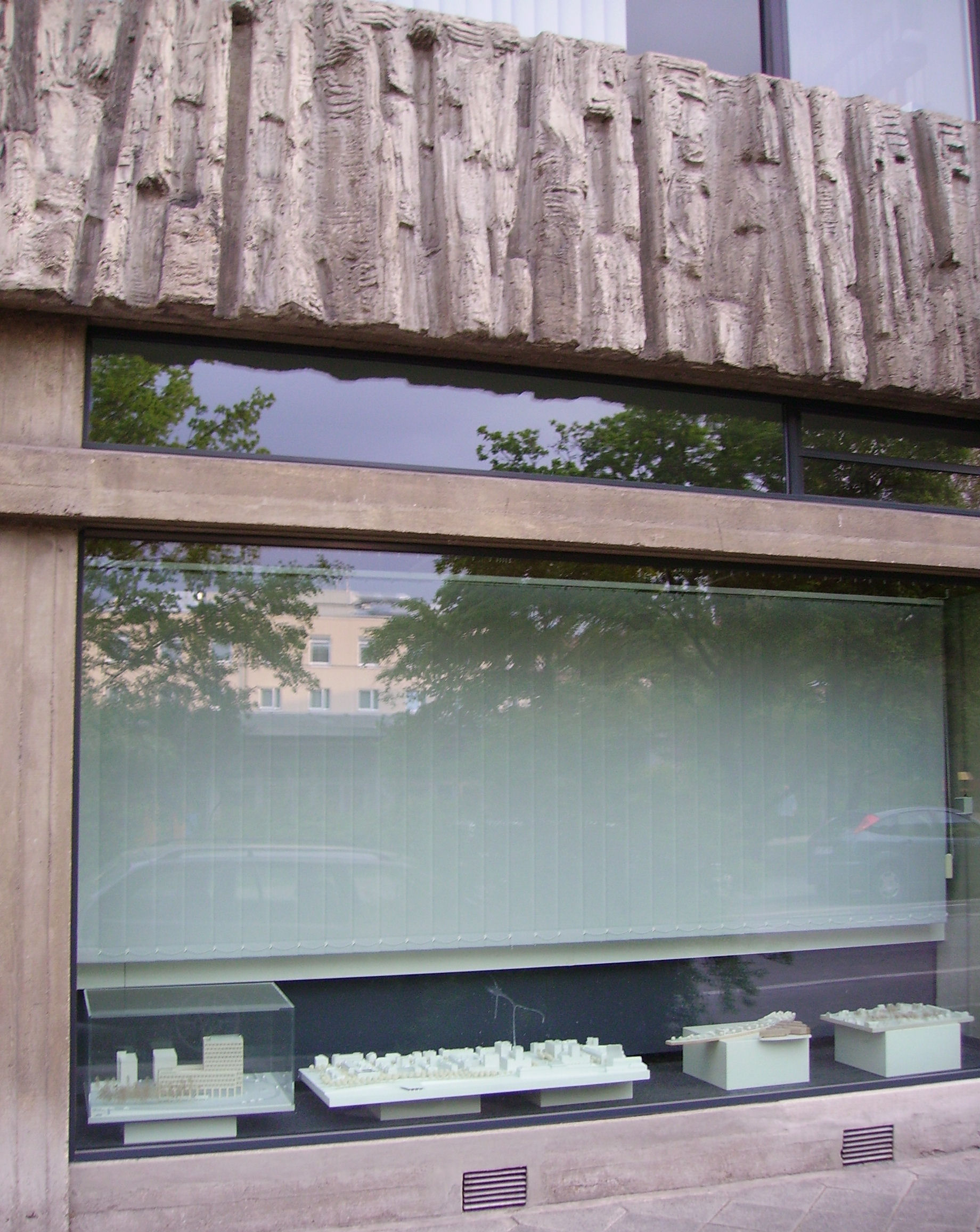
Escaparate de fondo cerrado

- Escaparate de fondo cerrado: está concebido como un espacio cerrado, en forma de caja tridimensional. Tiene un fondo que enmarca lo que se quiere destacar y no permite ver el interior de la tienda; con él se pueden crear ambientes más sofisticados. La presencia del fondo aporta nitidez y claridad, permite una ambientación apropiada, por el uso correcto de la luz y el color, proporciona un efecto más estable y sensación de equilibrio. Los objetos expuestos resaltan sobre el fondo y se capta más fácilmente la atención del receptor. Logra un mayor impacto visual.
- Escaparate semiabierto: está cerrado en la mitad inferior, permite el paso de la luz natural por la parte alta descubierta y corta la visibilidad interior por la parte baja tapada. Parece que está de moda y han empezado a utilizarlo muchos comerciantes, pues se instala fácilmente con estructuras móviles, que no cierran completamente el espacio dedicado al escaparate.

Por su situación, se distinguen:
- Escaparate de fachada: localizado en el frontal del comercio. Es la situación idónea. Está visible para los viandantes día y noche.
- Escaparate de pasillo: se extiende por los laterales del pasillo de entrada al establecimiento. Una técnica de merchandising consiste en diseñar un escaparate lateral más largo que el otro empujando de este modo al cliente hacia el interior del comercio.
- Escaparate interior: situado dentro del espacio comercial. Son espacios para las acciones de animación dentro del establecimiento, como las vitrinas. Además, existen los «muestrarios», escaparates ubicados en establecimientos no relacionados con el producto, vestíbulos de los cines, estaciones de metro…

Por el material expuesto se pueden distinguir:
- Escaparate de servicios. La exposición se basa en carteles o folletos promocionales conteniendo los precios u ofertas de los principales servicios. Tal es el caso de entidades financieras o de seguros, agencias de viajes, etc.
- Escaparate de precio. Destaca principalmente el precio de los productos comercializados.
- Escaparate de temporada. Clásico de establecimientos de moda, muestra el avance y las tendencias del momento.
- Escaparate de prestigio. Muestra los productos de lujo que se pueden adquirir en el establecimiento, muchas veces sin hacer mención a su precio. Son característicos de boutiques, joyerías, relojerías, etc.

## Zonas del escaparate
Algunos estudios proponen como zonas del escaparate que provocan mayor atención:
- En vertical, la zona central con casi un 50% de captación; la zona izquierda un poco más atractiva que la derecha.
- En horizontal, la zona baja (el tercio más bajo del escaparate) con casi un 70% de atracción; la zona más alta tiene escasa atracción y se suele reservar a carteles.